# Tom Leonard
Tom Leonard (Des Moines, 15 luglio 1948) è un ex tennista statunitense.

## Carriera
In carriera ha vinto un titolo di doppio, il South Orange Open nel 1971, in coppia con l'australiano Bob Carmichael. Nei tornei del Grande Slam ha ottenuto il suo miglior risultato raggiungendo i quarti di finale di doppio misto agli US Open nel 1978 e nel 1980, e a Wimbledon nel 1980.

## Statistiche

### Doppio

#### Vittorie (1)
| Numero | Anno           | Torneo                          | Superficie | Compagno       | Avversari in finale            | Punteggio     |
| 1.     | 29 agosto 1971 | South Orange Open, South Orange | Cemento    | Bob Carmichael | Clark Graebner Erik Van Dillen | 6-4, 4-6, 6-4 |

### Doppio

#### Finali perse (3)
| Numero | Anno              | Torneo                                          | Superficie  | Compagno      | Avversari in finale       | Punteggio |
| 1.     | 10 marzo 1974     | Barcelona WCT, Barcellona                       | Sintetico   | Tom Edlefsen  | Arthur Ashe Roscoe Tanner | 3-6, 4-6  |
| 2.     | 26 settembre 1977 | Southern Californian Championships, Los Angeles | Cemento     | Mike Machette | Sandy Mayer Frew McMillan | 2-6, 3-6  |
| 3.     | 23 aprile 1978    | Houston Open, Houston                           | Terra rossa | Mike Machette | Wojciech Fibak Tom Okker  | 5-7, 5-7  |